# Antikoagulans
Ett antikoagulans används vid blodprovstagning för att undvika att blodet koagulerar under sin tid i provröret från själva sticktillfället till analys på kliniskt kemiskt laboratorium. Antikoagulantia är i förväg tillsatta till olika rör; vacutainers. Vid många kemiska analyser, särskilt hematologiska, är det viktigt att blodet inte koagulerar för att rätt värden ska kunna fås vid själva analysprocessen. När en vacutainer fyllts är det således önskvärt att röret omedelbart läggs på blodvagga eller blandas manuellt ett par gånger. Ifall detta görs är risken mycket liten att koagel bildas i röret.
Vanligt använda antikoagulantia inom sjukvården är:
- Heparin; ljusgröna och mörkgröna vacutainers.
- EDTA; lila vacutainers.
- Citrat; blå och svarta vacutainers.
- Oxalat; gråa vacutainers.

Ibland förekommer den språkligt felaktiga singularformen "antikogulantium", men den korrekta formen är antikoagulans.